# Himawari (satélites)

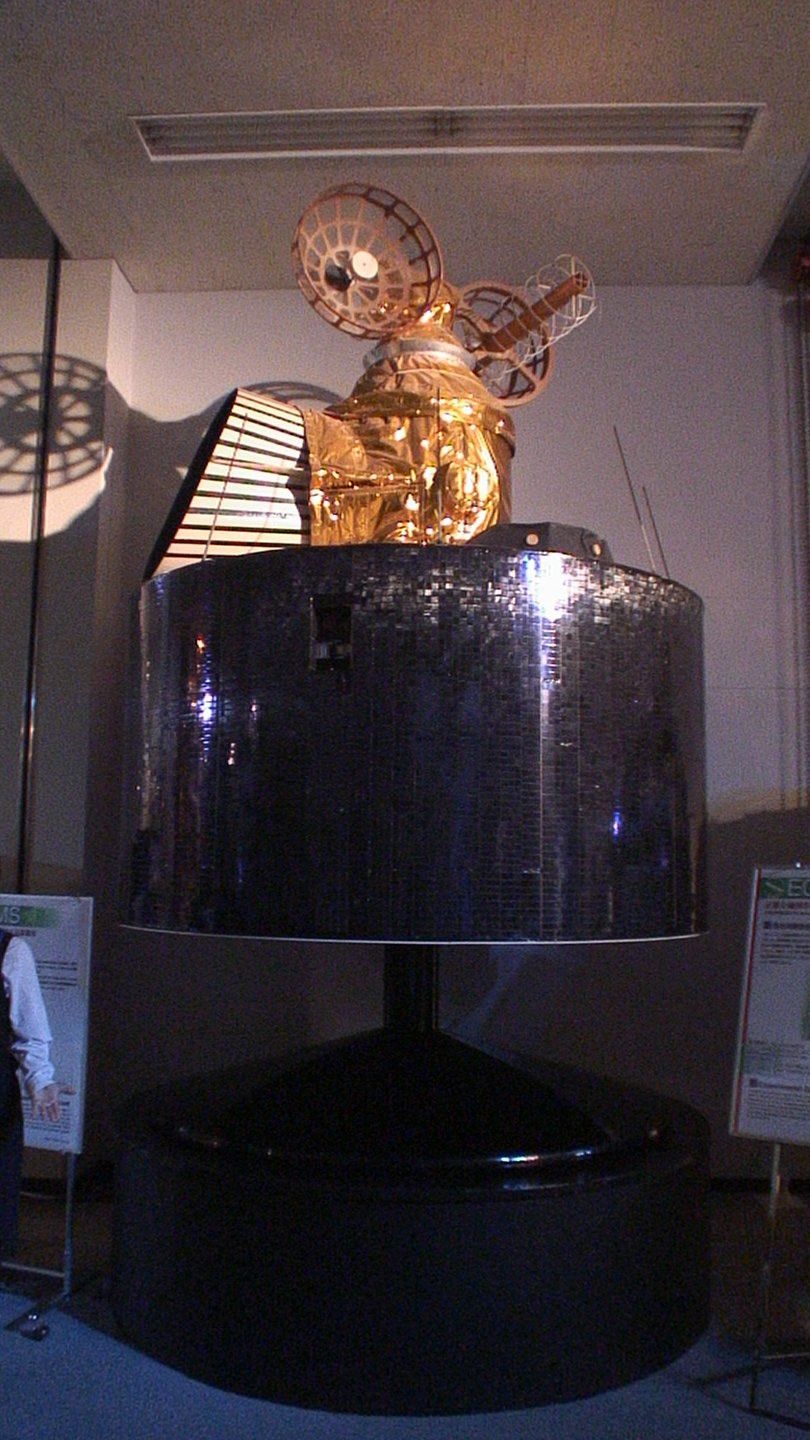
O satélite Himawari.

Himawari ou Geostationary Meteorological Satellite (GMS), é a designação de uma série de satélites meteorológicos japoneses operados pela Agência Meteorológica do Japão. O primeiro satélite GMS foi lançado em 14 de Julho de 1977 a partir da Estação da Força Aérea de Cabo Canaveral. O quinto e último, foi lançado em 18 de Março de 1995 a partir do Centro Espacial de Tanegashima. Esses satélites foram substituídos pelos da série Multifunctional Transport Satellite.

## Lançamentos
| Nome       | Data de lançamento (UTC) | Foguete     | Local de lançamento                      | Massa   |
| ---------- | ------------------------ | ----------- | ---------------------------------------- | ------- |
| Himawari 1 | 14/07/1977               | Delta 2914  | Estação da Força Aérea de Cabo Canaveral | 325 kg  |
| Himawari 2 | 11/08/1981               | N-II (N8F)  | Centro Espacial de Tanegashima           | 296 kg  |
| Himawari 3 | 3/08/1984                | N-II (N13F) | Tanegashima                              | 303 kg  |
| Himawari 4 | 6/09/1989                | H-I (H20F)  | Tanegashima                              | 325 kg  |
| Himawari 5 | 18/03/1995               | H-II (3F)   | Tanegashima                              | 344 kg  |
| Himawari 6 | 26/02/2005               | H-IIA       | Tanegashima                              | 2900 kg |
| Himawari 7 | 18/02/2006               | H-IIA       | Tanegashima                              | 4650 kg |
| Himawari 8 | 7/10/2014                | H-IIA       | Tanegashima                              | 3500 kg |
| Himawari 9 | Previsto para 2016       | H-IIA       | Tanegashima                              | 3500 kg |